# Халленгрен, Лена
Лена Ингеборг Халленгрен (швед. Lena Ingeborg Hallengren; род. 25 декабря 1973, Кальмар, Швеция) — шведский политический и государственный деятель. Лидер фракции Социал-демократов в риксдаге с 2022 года. Депутат риксдага с 2006 года. В прошлом — министр социальных дел Швеции (2019—2022), министр по делам детей, пожилых людей и гендерного равенства Швеции (2018—2019), министр по делам церкви Швеции (2004—2006), министр дошкольного образования, обучения взрослых и молодежи Швеции (2002—2006).

## Биография
Родилась 25 декабря 1973 года в городе Кальмар одноимённого лена Швеции. Родители — плотник Андерс Халленгрен (Anders Hallengren) и учительница Улла Халленгрен (Ulla Hallengren), в девичестве Карльстрём (Carlström).
В 1992 году окончила гимназию в Кальмаре. В 1997 году окончила Институт Кальмара, где получила профессию учителя 1—7 классов шведского, социально-ориентированных предметов (SO) и музыки.
Получив педагогическое образование, преподавательской деятельностью не занималась. Политикой начала заниматься с середины 1990-х годов, была членом Шведской социал-демократической молодёжной лиги (SSU, Sveriges socialdemokratiska ungdomsförbund). В SSU была: секретарем совета в 1999–2002 годах, членом правления в 1995–2002 годах.
Являлась муниципальным депутатом (1997—1999) и заместителем председателя городского совета Кальмара (1998—1999). Она также некоторое время работала политическим секретарем в муниципалитете коммуны Кальмар в 1996–1998 годах.
С 2002 по 2006 год в правительстве Ханса Перссона занимала должность министра в Министерстве образования и культуры, отвечающего за дошкольное образование, а также за образование взрослых и дела молодежи.
По результатам парламентских выборов в Швеции 2006 года Халленгрен впервые избрана депутатом риксдага от лена Кальмар. Являлась членом Комитета по окружающей среде и сельскому хозяйству (2006–2009), председателем Комитета по транспорту (2009–2010), заместителем председателя Комитета социальных дел (2010—2014), председателем Комитета по образованию (2014–2018), членом военной делегации (2010—2018).
С 2006 года — член правления Социал-демократов. В 2006—2014 годах — председатель Социал-демократов в Кальмаре.
С 8 марта 2018 года Лена Халленгрен занимала пост министра по делам детей, пожилых людей и гендерного равенства в кабинете премьер-министра Стефана Лёвена, сменив на этом посту вышедшую на пенсию Осу Регнер.
21 января 2019 года она была назначена руководить Министерством социальных дел в правительстве Стефана Лёвена. Подала в отставку в 2022 году после избрания лидером фракции Социал-демократов в риксдаге.
В сентябре 2022 года избрана лидером фракции Социал-демократов (вступила в должность 7 октября), сменила Аннели Карлссон. Член военной делегации с 19 октября 2022 года и президиума риксдага с 11 октября 2022 года.
Занимаясь также общественной деятельностью, является с 2018 года членом совета директоров Глобального партнёрства по искоренению насилия в отношении детей (Global Partnership to End Violence Against Children).

## Личная жизнь
Лена Халленгрен была замужем за Юнасом Хелльбергом (Jonas Hellberg), который работает в окружного совете округа Кальмар и руководит на общественных началах театром Vallens soppteater в Кальмаре. У пары двое детей. В октябре 2022 года объявили о разводе.
Живёт в Кальмаре.